# Virus de la pesta bovina
El virus de la pesta bovina és un virus del gènere Morbillivirus de la familia Paramyxoviridae. Els virus de la pesta bovina poden patir canvis en la virulència. Algunes soques actuals provoquen una malaltia lleu en ramats de boví i pèrdues importants en la fauna silvestre. Tot i ser lleus en ramats (normalment) mantenen la seva capacitat de tornar-se virulentes (a través de mutacions espontànies, etc.). Afecta sobretot a bòvids i búfals domèstics i a força espècies de l'ordre Artiodactyla. Es caracteritza per provocar un quadre de febre, secrecions, necrosi limfoide, diarrees agudes i una mortalitat elevada.
Aquest virus és el causant de la malaltia de la pesta (rinderpest). Aquesta es coneix des d'abans de l'època dels romans, quan donava lloc a epizoòties que acabaven amb centenars de milions d'individus de ramats a Europa, Àsia i Àfrica. Les espècies més susceptibles a patir la malaltia són les de ramat boví amb uns signes clínics molt greus que sovint provoquen la mort de l'animal en 10-15 dies.
És una malaltia inscrita al Codi Sanitari pels Animals Terrestres de l'Organització Mundial de Sanitat Animal (OiE) i és de declaració obligatòria a la OiE tot i estar actualment erradicada (des de l'any 2011) gràcies a la col·laboració de molts països d'arreu del món amb la intervenció de la OiE.

## El virus
El Virus de la pesta bovina (Rinderpest virus) [R/1: 5-8/1: Se/E: V/O,R]; Grup V en la Classificació Baltimore; pertany a la família Paramyxoviridae (secrecions mucoses), que es caracteritzen per tenir un genoma amb RNA monocatenari protegit per una càpsida proteica amb estructura helicoïdal. És un virus amb embolcall pleomòrfic que té uns 1300-3000 àngstroms de diàmetre. Concretament pertany al gènere morbillivirus, que precisament presenten una elevada morbilitat.
És un virus molt fràgil que es pot inactivar fàcilment a través de calor, dessecació i llum solar. Això explica que la seva transmissió sigui principalment directa.
El període d'incubació de la PB és de 3 a 5 dies, això és degut al fet que tant la virulència com la via d'exposició afecten al període d'incubació. Si es tracta d'una forma lleu del virus, pot haver-hi fins a 1-2 setmanes per manifestar els símptomes. Degut a tot això la Organización Mundial de Sanidad Animal (OIE) ha establert un període màxim d'incubació de 21 dies, així estem segurs que no hi ha cap virus a aquesta fase.

## La malaltia
La pesta bovina (PB) és una malaltia vírica molt contagiosa dels bòvids, búfals domèstics i altres espècies silvestres. És una de les malalties més letals per aquest tipus de ramat sobretot si els individus estan exposats per primera vegada al virus.

### Transmissió
La transmissió es dona a través del contacte directe, petites quantitats de virus es poden encontrar a les secrecions nasals, oculars, saliva, orina, femtes entre d'altres, les quals són suficients per a infectar a un altre animal sa.
No hi ha gairebé transmissió a través de fòmites, ja que el virus és molt fràgil i inestable davant d'una exposició prolongada a les condicions atmosfèriques (sol, etc.) amb un màxim de 12 hores.
Una altra dada important és que també es pot transmetre a través de la ingesta de carn infectada (pot continuar viable a carn conservada a 4º fins a una setmana). Els porcs poden infectar-se a través d'aquest tipus de transmissió a més de les pròpies vaques. Hem de controlar aquest factor, ja que després els porc podran infectar posteriorment altres vaques. No hi existeix la transmissió vertical.

### Diagnòstic
Per determinar si un animal ha estat exposat al virus de la Pesta Bovina es realitzen proves serològiques, tot i que el diagnòstic definitiu es basa a identificar l'agent víric mitjançant l'obtenció de mostres de sang o teixits. Els bòvids són els més susceptibles a patir aquesta infecció. Depenent si la malaltia és endèmica o epidèmica s'aplicava un tipus de diagnòstic: 
- En àrees endèmiques s'utilitzava el diagnòstic clínic i patològic, abans de la confirmació a través de proves serològiques, on finalment es podia concloure el resultat.
- En països o zones on la malaltia no era endèmica era essencial obtenir resultats laboratorials ràpidament. La tècnica més utilitzada era el test d'immunosupressió en agar (AGID)[9] que és un test simple, fàcil de llegir i molt específic també conegut com a immunoprecipitació en medi solid o agar.[10] Tot i així també es pot dur a terme el diagnòstic mitjançant tècniques enzimàtiques (ELISA) i d'immunofluorescència o immunoperoxidasa.

Durant el diagnòstic és difícil diferenciar entre els animals vacunats i els animals prèviament infectats, ja que ambdós presenten anticossos contra el virus. Per solucionar-ho els investigadors van desenvolupar virus modificats genèticament, cadascun dels quals conté marcadors específics. Aquests es van utilitzar per generar anticossos que es distingeixin dels que es generen quan es contrau la malaltia de forma activa. Tot i ser un descobriment important, les vacunes es van aprovar quan la pesta bovina ja estava erradicada, però s'ha de tenir en compte que es podria utilitzar en futures ocasions.

#### Simptomatologia

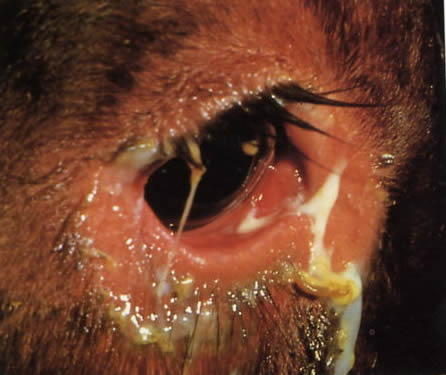
Símptoma clar de pesta bovina: secrecions oculars característiques.

El període d'incubació d'aquests virus és de 3 a 15 dies tot i que, en casos excepcionals, els símptomes clínics poden disminuir a partir del dia 10 i la recuperació es produeix als 20 o 25 dies. El diagnòstic clínic es pot realitzar gràcies a l'observació de diversos símptomes:
- Període febril (40-42 °C), que comporta conseqüències com la reducció de la rumia, l'acceleració del ritme respiratori i cardíac, anorèxia i abatiment.

- Congestió de les mucoses oral, nasal, ocular i genital a més d'un llagrimeig mucós intens i salivació abundant. Les secrecions oculo-nasals són seguides per lesions necròtiques a les mucoses que adopten un aspecte sec i trencadís tant al nas com a la llengua i ulls.

Aquests símptomes duren més o menys 2-3 dies, però si la infecció segueix avançant podem observar:
- Aparició de símptomes gastrointestinals i baixada de la febre: diarrea hemorràgica i/o molt aquosa, deshidratació, dolor abdominal, debilitat i mort als 8-12 dies.

La malaltia es pot presentar de diferents formes:
- Forma hiperaguda: és típica en animals joves i en els recents nascuts, ja que són molt susceptibles. Els símptomes més abundants són febres altes, congestió de les mucoses i mort.
- Forma subaguda: es produeixen molt pocs símptomes i té un baix índex de mortalitat.
- Forma atípica: els símptomes que provoca són pirèxia irregular i diarrea suau o inexistent. Com a conseqüència de la naturalesa linfotròpica d'aquest virus, es potencien les infeccions latents i/o augmenta la susceptibilitat a altres agents infecciosos.[12]

## Mesures de prevenció i control
Un cop apareixen els símptomes, no existeix tractament, de forma que la millor manera d'evitar la malaltia és aplicant mesures de prevenció i control.

### Mesures de control
Són les que posem en marxa un cop es dona un brot. El virus és introduït en les zones lliures de malalties per un animal infectat, per això, es fan una sèrie de mesures per evitar el contagi i els brots:
- Quarantena: aïllament durant un cert temps (específic segons la malaltia) per veure si els animals estan infectats o no.

- Control dels moviments: registrar i vigilar les entrades i sortides dels animals (el flux d'aquests).

- Eutanàsia: dels animals infectats i exposats.

- Descontaminació: de les àrees infectades (per exemple les granges). Aquesta tasca és fàcilment realitzable, ja que el virus es pot eliminar per desinfectants comuns com el fenol, l'hidròxid de sodi, solvents de lípids. També s'ha de desinfectar la maquinària amb agents oxidants.

- Vacunació intensiva en la zona afectada (focalitzada).
- Destrucció dels cadàvers
- Protecció de les zones no afectades

El virus pot romandre poc temps al medi ambient, ja que és ràpidament inactivat. Per exemple, en pastures exposades (a la radiació solar) amb poca vegetació com arbres o arbusts, el virus pot ser viable com a màxim sis hores, en canvi en pastures amb més densitat de vegetació pot estar de 18 a 48 hores.

### Mesures de prevenció
Estan dirigides a actuar abans de l'aparició del brot, de forma que parlem de profilaxi.
- La vacuna habitualment utilitzada és una soca atenuada del virus de la pesta bovina (vacunes amb virus atenuats en cultius cel·lulars). En alguns països s'utilitza una vacuna mixta contra la P.Bovina i la perineumonia contagiosa bovina.
- La immunitat dura com a mínim 5 anys, encara que hi ha casos que dura tota la vida. Tot i així, es recomana la revacunació anual per reduir considerablement el nombre d'animals susceptibles, és a dir, que hi haurà una elevada proporció d'individus immunitzats.
- En l'actualitat s'està estudiant la creació de noves vacunes recombinants termoestables produïdes mitjançant l'enginyeria genètica.[14]

### Vacuna

#### Història de la vacuna
Robert Noch fou qui desenvolupà la primera versió de la vacuna contra la pesta bovina l'any 1897. Va observar que els animals quedaven protegits davant noves infeccions si se'ls injectava sang i bilis d'un animal infectat. Aquest procediment es va anar perfeccionant per tal d'augmentar les mesures de seguretat, com per exemple, la utilització del sèrum d'un animal recuperat. Aquest mètode és el que actualment s'aplica a les regions de l'Índia i Àfrica.
Posteriorment, la vacuna es va millor amb l'ús de virus atenuat. Aquesta vacuna es va sintetitzar a través de la inoculació del virus en sèrie en cabres, ja que aquests animals no manifesten els signes de la malaltia però permeten que el virus es multipliquen i perdin gradualment la seva patogenicitat. L'exposició a aquest virus protegia de per vida a la major part d'individus, però no era eficaç per a totes les races. La solució va ser inocular el virus en diferents espècies animals com per exemple conills, porcs, embrions de pollastres...
El desenvolupament de cultius cel·lulars va proporcionar les tècniques necessàries per la síntesi de vacunes atenuades sense la necessitat de treballar amb animals vius. L'any 1962, Plowright i Ferris van descobrir que podien cultivar una soca de pesta bovina (RBOK)en cèl·lules dels ronyons de bòvids. Els inconvenients d'aquesta vacuna era la necessitat de refrigeració i de ronyons frescos per tal de realitzar els cultius. Posteriorment van aparèixer solucions per a aquests dos inconvenients: 
- Utilització de cèl·lules Vero que podien mantenir-se vives sense necessitat de teixit fresc.
- Aparició de tècniques de congelació/assecat que permetien l'emmagatzematge sense necessitat de refrigeració.

Aquestes últimes innovacions foren claus per l'obtenció de la vacuna definitiva per tal de poder erradicar la pesta bovina. Aquesta va ser àmpliament distribuïda en el subcontinent on destaquen Índia i Àfrica-
Cal destacar que, la soca utilitzada per la vacuna que actualment coneixem, la RBOK va ser aïllada per primer cop l'any 1911. Tot i que, avui en dia, el virus de la pesta bovina es divideixi en 4 llinatges, la RBOK és l'única que té la capacitat de protegir l'animal de totes les soques de tots els llinatges.

#### Característiques biològiques
Els lots de cultius cel·lulars utilitzats en la fabricació de TCRV han de produir una vacuna que sigui segura, que generi una immunitat en el ramat durant un període mínim de 5 anys. El virus:
- S'ha de refrigerar a una temperatura -20 °C o inferior.
- Ha de ser cultivat en cèl·lules de Vero o cèl·lules de ronyó primàries o cultivades en sèrie derivades d'un fetus boví o d'un vedell molt jove.
- Produeix una vacuna que es pot utilitzar en una alta varietat de races (europees, africanes o de l'Índia).

#### Criteris de qualitat
Els lots de vacunes que es distribueixen han de ser:
- Pures: lliures de contaminació causada per virus, bacteris, fongs o micoplasmes
- Segures: no han d'induir cap reacció clínica anormal a l'inocular la vacuna en bestiar susceptible al virus de la pesta bovina
- Eficaces: han d'induir la immunitat al virus de la pesta bovina en els individus que en són susceptibles.[16]